# A&O Hotels and Hostels
A&O Hotels and Hostels GmbH (in Italia chiamato anche AO Hotels and Hostels) è una catena di ostelli, con sede principale a Berlino, che si rivolge ai viaggiatori e ai backpacker, offrendo stanze di gruppo economiche e stanze in hotel doppio. Gli ostelli sono generalmente in posizione centrale, per lo più vicini alle stazioni ferroviarie. A&O ha 40 sussidiarie in nove nazioni, cosa che la rende la catena di ostelli privata più grande in Europa. Nel 2019 ha registrato circa 5 milioni di pernottamenti realizzando vendite per €165 milioni.

## Storia
Il fondatore Oliver Winter ebbe l‘idea di aprire un ostello dopo diversi viaggi in tutta Europa nella seconda metà degli anni 1990. C‘erano pochi ostelli nelle aree urbane in Germania all‘epoca; gli ostelli in Germania erano per lo più situati in aree suburbane o rurali ed erano gestiti dalla Associazione Ostelli della Gioventù Tedesca; questo era un problema per i viaggiatori stranieri perché solo i membri dell‘associazione potevano soggiornare lì.
Nell‘anno 2000, Winter ed il suo padrone di casa Michael Kluge aprirono il primo Ostello A&O a Berlino Friedrichshain con 164 letti. Dopo un anno, avevano raddoppiato il numero dei letti, e negli anni 2002 e 2004 aprirono nuovi ostelli a Berlino. Nel 2005, l‘azienda aprì le sue prime sedi al di fuori di Berlino, a Praga, Amburgo e Monaco. Da allora, l‘azienda stabilì varie sussidiarie ogni anno, per lo più in Germania, ma anche nei paesi confinanti.
Nel 2009 l‘azienda conquistò i titoli delle testate giornalistiche vincendo una causa legale durata quasi 5 anni contro la DJH, la Associazione Ostelli della Gioventù Tedesca. Nel 2005 la DJH accusò A&O di usare illegalmente la parola "Jugendherberge", il termine tedesco che indica un ostello della gioventù, che DJH aveva fatto registrare nel 1998. A&O si oppose e chiese l‘eliminazione del brand, adducendo la motivazione che "Jugendherberge" è una parola troppo comune per poter diventare un marchio registrato protetto. Finalmente, nel 2009 il Tribunale Federale Brevetti Tedesco decise che "Jugendherberge" doveva essere eliminato dal registro dei marchi.
Nel 2017 l'azienda di investimenti TPG Capital acquistò la maggior parte delle azioni dell‘azienda. Nello stesso anno, l'azienda ha aperto l'AO Venezia Mestre, il suo primo Ostello in Italia.

## Lista di ostelli
| Nome                            | Paese           | Apertura    |
| ------------------------------- | --------------- | ----------- |
| Berlino Friedrichshain          | Germania        | 2000        |
| Berlino Zoo                     | Germania        | 2002–2012   |
| Berlino Mitte                   | Germania        | 2004        |
| Praga Holešovice (Franchise)    | Repubblica Ceca | 2005–2012   |
| Monaco Hauptbahnhof             | Germania        | 2005        |
| Amburgo Hammer Kirche           | Germania        | 2005        |
| Monaco Hackerbrücke             | Germania        | 2006        |
| Amburgo Hauptbahnhof            | Germania        | 2007        |
| Dresda Hauptbahnhof             | Germania        | 2007        |
| Lipsia Hauptbahnhof             | Germania        | 2008        |
| Vienna Stadthalle               | Austria         | 2008        |
| Amburgo Reeperbahn              | Germania        | 2009        |
| Dusseldorf Hauptbahnhof         | Germania        | 2009        |
| Colonia Neumarkt                | Germania        | 2009        |
| Berlin Hauptbahnhof             | Germania        | 2010        |
| Colonia Dom                     | Germania        | 2011        |
| Norimberga Hauptbahnhof         | Germania        | 2011        |
| Dortmund Hauptbahnhof           | Germania        | 2011        |
| Amburgo City                    | Germania        | 2012        |
| Praga Metro Strizkov            | Repubblica Ceca | 2012- 2022  |
| Karlsruhe Hauptbahnhof          | Germania        | 2012 - 2018 |
| Graz Hauptbahnhof               | Austria         | 2013        |
| Vienna Hauptbahnhof             | Austria         | 2013        |
| Francoforte Galluswarte (Messe) | Germania        | 2013        |
| Aachen Hauptbahnhof             | Germania        | 2014        |
| Weimar                          | Germania        | 2014        |
| Monaco Laim                     | Germania        | 2014        |
| Amsterdam Zuidoost (Bijlmer)    | Paesi Bassi     | 2015        |
| Stoccarda City                  | Germania        | 2015        |
| Berlino Kolumbus                | Germania        | 2015        |
| Colonia Hauptbahnhof            | Germania        | 2016        |
| Praga Rhea                      | Repubblica Ceca | 2016        |
| Salisburgo Hauptbahnhof         | Austria         | 2016        |
| Copenhagen Nørrebro             | Danimarca       | 2017        |
| Venezia Mestre                  | Italia          | 2017        |
| Bremen Hauptbahnhof             | Germania        | 2017        |
| Francoforte Ostend              | Germania        | 2018        |
| Venezia Mestre 2                | Italia          | 2019        |
| Varsavia Wola                   | Polonia         | 2019        |
| Budapest City                   | Ungheria        | 2020        |
| Copenhagen Sydhavn              | Danimarca       | 2020        |
| Edimburgo City                  | Regno Unito     | 2021        |
| Rotterdam City                  | Paesi Bassi     | 2022        |
| Milano Ca’ Granda               | Italia          | 2025        |